# Liste der Naturdenkmale in Bremervörde
Die Liste der Naturdenkmale in Bremervörde nennt die Naturdenkmale in Bremervörde im Landkreis Rotenburg (Wümme) in Niedersachsen. 

## Bremervörde
Seit dem 1. März 2022 sind in Bremervörde diese Naturdenkmale verordnet.
| Bild | Bezeichnung                                     | Ort, Lage                                    | Beschreibung | Schutzzweck | Nummer |
| ---- | ----------------------------------------------- | -------------------------------------------- | --- | ----------- | ------ |
| BW   | Kastanien-Allee in Bremervörde                  | Bremervörde (53° 29′ 0″ N, 9° 9′ 14,2″ O)    | Ca. 100 m lange „Kurzallee“, bestehend aus 14 Bäumen der Gewöhnlichen Rosskastanie, die zum Teil eine kandelaberartigen Ausprägung der Kronen aufweisen. Diese besondere Allee ist aufgrund ihrer Eigenart, Seltenheit in Form von Alter und Gestalt und ihrer Schönheit schützenswert. Kastanien dienen mit ihren prächtigen Blütenständen als hervorragende Bienenweiden, weshalb die Allee zusätzlich eine hohe naturkundliche Bedeutung aufweist. Die Allee befindet sich entlang des Fußweges östlich der Kreisverwaltung, sie beginnt wenige Meter entfernt von der „Neue Straße“ und endet vor dem Abzweig zum alten Hafenkanal. |             | 013    |
| BW   | „Königseiche“ bei der Walkmühle bei Bremervörde | Hesedorf (53° 28′ 57,7″ N, 9° 11′ 47,4″ O)   | Hoch und schlank gewachsene Eiche, deren unteren Äste abgestorben sind. |             | 25     |
| BW   | Hofeiche in Iselersheim                         | Iselersheim (53° 33′ 56″ N, 9° 7′ 37″ O)     | Hofeiche (Stiel-Eiche) mit kugelförmig gewachsener Krone. |             | 33     |
| BW   | Alte Hofeiche in Bevern                         | Bevern (53° 26′ 37,2″ N, 9° 10′ 33,6″ O)     | Massige Stiel-Eiche mit einem Stammdurchmesser von 1,90 m. |             | 34     |
| BW   | Breitwüchsige Eiche bei Bremervörde             | Bremervörde (53° 28′ 25,9″ N, 9° 7′ 22,1″ O) | Schirmförmige, ab 1 m vielstämmige Stiel-Eiche mit einem Kronendurchmesser von etwa 34 m. |             | 39     |
| BW   | Knorrige Trauer-Buche in Bremervörde            | Bremervörde (53° 29′ 17,9″ N, 9° 8′ 38,4″ O) | Trauerbuche von etwa 20 m Höhe und Breite mit tief hängender Astschleppe und einer knotenartigen Verdickung an der Veredlungsstelle in 2 m Höhe. |             | 48     |
| BW   | Stiel-Eiche in Bremervörde                      | Bremervörde (53° 28′ 57,4″ N, 9° 9′ 39,2″ O) | Ca. 25 m hohe und 360 Jahre alte die Straße ragt. |             | 49     |
| BW   | Hoflinde in Ovelgönne                           | Hesedorf (53° 27′ 28,2″ N, 9° 11′ 32,7″ O)   | Mit 35 m Kronendurchmesser sehr ausladende Winter-Linde. |             | 68     |

## Hinweis
Im Jahr 2019 wurden die Verordnungen über zahlreiche Naturdenkmale im Landkreis aufgehoben.